# Stenus dolosus
Stenus dolosus är en skalbaggsart som beskrevs av Thomas Casey. Stenus dolosus ingår i släktet Stenus och familjen kortvingar. Inga underarter finns listade i Catalogue of Life.